# Eugagrella palliditarsus
Eugagrella palliditarsus is een hooiwagen uit de familie Sclerosomatidae.